# Óis da Ribeira
Óis da Ribeira is een plaats (freguesia) in de Portugese gemeente Águeda en telt 722 inwoners (2001).